# Gomide (apelido)
Gomide é um apelido português, de origem toponímica, remetendo para a aldeia homónima de Gomide, do concelho de Vila Verde, no Baixo Minho.

## Heráldica
O rei D. João I, em sinal de reconhecimento a D. Gonçalo Lourenço de Gomide, que fora seu Escrivão da Puridade, posto de alto destaque na corte portuguesa medieval, equivalente a um primeiro-ministro, decidiu blasoná-lo com um escudo de armas em que representava cinco gomis de ouro sobre um campo azul, concedendo-lhe, ainda, por timbre um gomil dourado, como os do escudo.
Deste modo, sendo certo que a localidade e o apelido de Gomide nada têm que ver com «gomis», que são vasos bojudos de boca estreita, o rei procurava fazer um trocadilho entre as duas palavras (gomil e Gomide).